# 세인트킬다 풋볼 클럽
세인트킬다 풋볼 클럽(영어: St Kilda Football Club)은 오스트레일리안 풋볼 리그 (AFL)에 소속된 오스트레일리아의 오스트레일리안 풋볼 클럽이다. 세인츠(Saints)라는 별명으로도 잘 알려져 있다. 빅토리아주 멜버른에 연고지를 두고 있으며, 도클랜즈 스타디움을 구장으로 사용한다.